# Data General
Data General va ser una de les primeres empreses microinformàtiques de finals dels anys 60.
Tres dels quatre fundadors eren antics empleats de Digital Equipment Corporation. El seu primer producte, el Nova, va ser un microordinador de 16 bits. El Nova, seguit pel Supernova i l'Eclipse, juntament amb les seves línies de producte, van ser usats en moltes aplicacions durant dues dècades. La companyia va emprar una estratègia de venda OEM (Original Equipment Manufacturer) per distribuir a tercers que incorporaven als ordinadors de Data General els productes específics. Una sèrie d'errors als 1980, incloent-hi el d'ignorar l'avanç dels microordinadors, a pesar del llançament del microNOVA el 1977, van portar al declivi de la companyia en el repartiment del mercat. L'empresa va continuar, tanmateix, als anys 90, acabant sent comprada per EMC el 1999.